# Igreja Católica na Moldávia
A Igreja Católica na Moldávia é parte da Igreja Católica universal, sob a liderança espiritual do Papa e da Cúria, em Roma.

## História
Em 1227, o atual território da Moldávia se uniu à Diocese de Milkova, formada pelo Papa Gregório IX. Após a [Invasão mongol da Europa|invasão mongol]], a Diocese de Milkova deixou de existir. Em 1370, o Papa Urbano V formou a Diocese de Seret, que também incluiu hoje a Moldávia. Em 1413, uma diocese foi fundada em Baie, que durou até o início do século XVI. No início do século XIX, a Moldávia fazia parte do Vicariato Apostólico da Morávia. Em 27 de abril de 1883 Papa Leão XIII estabeleceu a Diocese de Iași na Romênia, que incluía a maior parte do atual território da Moldávia. Na diocese estavam ativos os jesuítas que fundaram numerosas instituições religiosas, educacionais e beneficentes. A Moldávia do Norte foi incluída na Diocese de Kamenetz-Podolsk. Em 3 de julho de 1848, após a concordata entre a Santa Sé e o Império Russo foi formada a Diocese de Tiraspol, da qual a cátedra estava inicialmente em Kherson, e posteriormente movida para Tiraspol. Por causa da Guerra da Crimeia (1853–1856), a cátedra foi transferida para Saratov, que foi formada após a cúria de Tiraspol, ter incluído todo o território da atual Moldávia.
Depois de 1917, com a Revolução Russa, o território da Moldávia teve sua jurisdição inclusa à Diocese de Iași. Durante a Segunda Guerra Mundial, a Moldávia era parte da Diocese da Transnístria. Durante o período sob o domínio da União Soviética, a Igreja Católica na Moldávia era limitada. Paróquias católicas na Moldávia desde 1945 pertenciam à Arquidiocese de Riga. Antes de 1970, o território da Moldávia tinha apenas uma igreja católica em Chişinău, que estava no cemitério local. Em 1979, as autoridades soviéticas baniram os trabalhos do único padre católico na Moldávia. Após a independência do país, em 28 de outubro de 1993, foi criada a Administração Apostólica da Moldávia, que em 27 de outubro de 2001 foi elevada à diocese com submissão direta à Santa Sé. O primeiro bispo da Diocese de Chişinău foi Anton Coșa.

## Estatísticas
Cerca de 0,5% da população total (cerca de 20.000 pessoas) da República da Moldávia é católica, e o país forma uma única diocese, a Diocese de Chişinău. Atualmente, a Moldávia tem uma diocese, 13 paróquias, 11 sacerdotes diocesanos, 13 padres regulares, 22 monges e 43 freiras de várias ordens monásticas.
A diocese publica um periódico religioso. O bispo da Moldávia é Anton Coșa, um católico nascido na Romênia.

## Nunciatura Apostólica
A Santa Sé e a Moldávia mantêm relações diplomáticas desde 23 de maio de 1992.